# 李娜 (歌手)

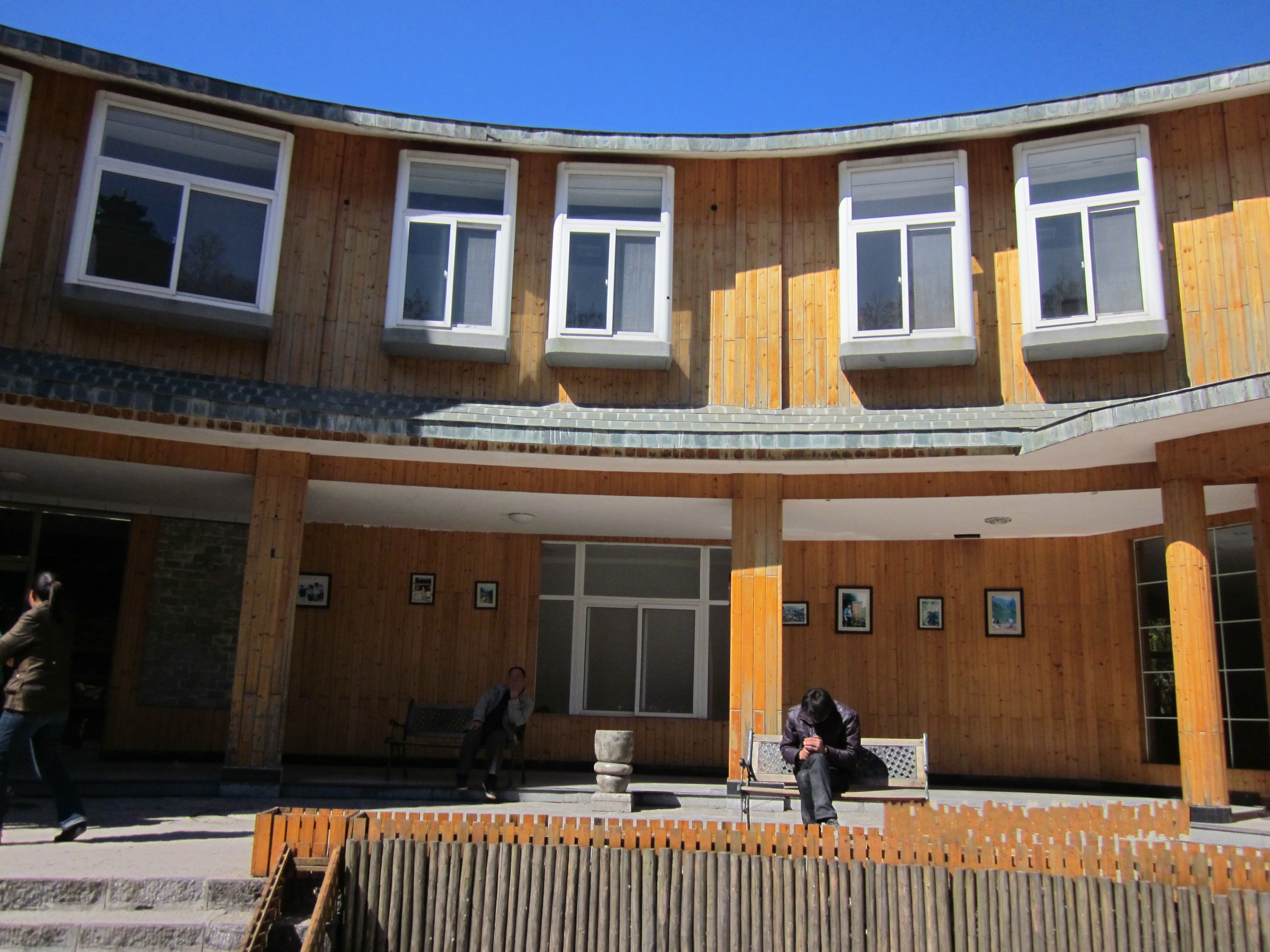
湖南省张家界市天门山李娜别墅。

李娜（1963年7月25日—），河南郑州人，原名“牛志红”，出家后法名“昌圣”，原是一位女歌手。毕业于河南省戏曲学校，毕业后曾从事于豫剧演出，1986年进入河南省歌舞团，进军歌坛。

## 生平
1963年7月25日，牛志红出生在河南省郑州市。5岁时父亲去世，和母亲、妹妹相依为命。1976年，13岁的李娜考入了河南省戏曲学校学习表演。1981年毕业后留校，在学校实验团演出多部传统豫剧，并以《百岁挂帅》中佘太君的角色取得了河南省第一届青年演员调演一等奖。1984年，李娜进入河南省豫剧院一团，1986年她又转入河南省歌舞团工作。1993年李娜举办了个人演唱会。1995年，朋友送给她一本《六字大明咒》，从此和佛教结缘。

### 出家
1997年5月23日，李娜游览湖南省张家界市天门山，6月6日将户口迁移到张家界永定区，一月之后在山西省五台山普寿寺出家为尼，法名释昌圣。1998年，李娜又转到广州市的无着庵修行，并正式受了三坛大戒。1998年去美国，和母亲住在加利福尼亚州洛杉矶。

## 主要作品
- 1989年 电视剧 《篱笆、女人和狗》主题曲《苦篱笆》
- 1990年 电视剧 《渴望》主题曲《好人一生平安》
- 1991年 电视剧 《赵尚志》主题曲《嫂子颂》
- 1993年 电视剧 《男人是太阳》主题曲《女人是老虎》
- 1994年 电视剧 《天路》主题曲《青藏高原》
- 1997年 录音室专辑 《李娜（牛志红）影视歌曲精选》
- 1997年 专辑 《苏武牧羊》 上海声像出版社出版发行
- 2002年 录音室专辑 《李娜（牛志红）·念佛仪规》

## 奖项
- 1981年，《百岁挂帅》佘太君，河南省第一届青年演员调演一等奖。[2]
- 1988年，全国“如意杯”歌手大赛通俗组第一名。[2]
- 1990年，全国“第二届全国影视十佳歌手”大奖。[2]
- 1992年，全国“第三届全国影视十佳歌手”大奖。[2]
- 1993年，“中国十大最受欢迎歌手”。[2]
- 1995年，罗马尼亚世界流行歌手大赛“金鹿杯MTV”大奖。[2]